# Osadniki (Święcica)
Osadniki – część wsi Święcica  w Polsce położona w województwie lubelskim, w powiecie chełmskim, w gminie Wierzbica.
W latach 1975–1998 Osadniki położone były w województwie chełmskim.